# Affaire Élodie Morel
 (novembre 2019).
L’affaire Élodie Morel, ou affaire Guillaume Mingaud du nom de l'auteur du crime, est une affaire criminelle française dans laquelle Élodie Morel, 29 ans, a été enlevée, séquestrée, violée, torturée et assassinée, le 2 mai 2005, par Guillaume Mingaud, avec la complicité de Richard et Francine Lignier.

## Faits et enquête
Au moment des faits, Élodie Morel est une jeune mère âgée de 29 ans. Originaire de Marseille, celle-ci répond à une annonce sur internet proposant de poser pour des photos de publicité.
Elle tombe dans un piège tendu par Guillaume Mingaud, un homme âgé de 54 ans, déjà condamné à 9 ans de réclusion criminelle en juillet 1997 pour viol et tentative de viol.
Le 2 mai 2005, Élodie Morel se rend seule au rendez-vous fixé par l'auteur de l'annonce, dans un bar d'Aigues-Mortes. Ce dernier lui redonne un rendez-vous le soir en prétextant des repérages de nuit dans la campagne. Il l'entraîne dans son véhicule et essaie de lui soutirer le code de sa carte bleue. Celle-ci refuse et il l'enferme donc dans son coffre pendant 24 heures.
Le 3 mai, Mingaud emmène Élodie Morel à la Tour Carbonnière, à quelques kilomètres d'Aigues-Mortes.
Jusqu'au 5 mai, Élodie Morel a été torturée, séquestrée dans le coffre de la voiture de Guillaume Mingaud qui était dans le garage de Richard et Francine Lignier, des proches de Mingaud.
À la suite d'une dénonciation anonyme auprès des gendarmes, les enquêteurs retrouvent Élodie Morel le 5 mai, dans le coffre de la voiture, garée sur le parking du cimetière d'Aigues-Mortes. Elle est morte étranglée et son crâne est défoncé.

## Procès et condamnation
Un premier procès a eu lieu en février 2008 devant la cour d'assise du Gard. Puis un second a lieu en mai 2010 à la cour d'assise du Vaucluse à la suite de l'appel des accusés.
Guillaume Mingaud est reconnu coupable d'avoir séquestré avec actes de torture, de barbarie et de violence, de vol avec préméditation et enfin d'assassinat, il est condamné à trente ans de réclusion. Quant au couple complice, ils ont été condamnés à huit ans de prison sans mandat de dépôt pour complicité de séquestration et non-dénonciation de crime.

## Articles de presse
- « La longue et horrible agonie d'Élodie » Article de Christian Goutorbe publié le 9 mai 2005 dans La Dépêche du Midi.
- « Perpétuité pour l'assassin d'une jeune femme piégée par une annonce internet » Article publié le 2 février 2008 dans Le Parisien.
- « Le procès de l'assassinat d'une Marseillaise » Article publié le 3 mai 2010 dans La Provence.
- « 30 ans de réclusion en appel pour l'assassin d'une femme piégée par Internet » Article publié le 11 mai 2010 dans Le Point.

## Documentaires télévisés
- « Beauté fatale » le 14 septembre 2012 dans Suspect n° 1 sur TMC.
- « Piège par Internet : l'affaire Élodie Morel » le 19 juin 2013 dans Enquêtes criminelles : le magazine des faits divers sur W9.
- « Beauté fatale » (deuxième reportage) le 16 novembre 2013 dans Chroniques criminelles sur NT1.
- « Rendez-vous avec la mort » (deuxième reportage) dans « ... dans le Golfe du Lion » le 11 septembre 2017 dans Crimes sur NRJ 12.